# Yponomeuta glaphyropis
Yponomeuta glaphyropis is een vlinder uit de familie van de stippelmotten (Yponomeutidae). De wetenschappelijke naam van de soort werd in 1908 gepubliceerd door Edward Meyrick.